# Incidente ferroviario di Vignale
L'incidente ferroviario di Vignale  fu uno scontro avvenuto il 6 ottobre 1890 tra le stazioni di Vignale e Bellinzago, tra un treno viaggiatori diretto e un treno merci sulla ferrovia Novara-Luino.

## Dinamica dei fatti
Il 6 ottobre del 1890 il treno diretto della Rete Mediterranea proveniente da Genova per Luino, Pino-Tronzano, Bellinzona con prosecuzione per altre località della Svizzera e del continente europeo era giunto nella stazione di Novara alle ore 22:24 in perfetto orario e sarebbe dovuto ripartire dopo qualche minuto di sosta. Trattandosi di un treno a "marcia privilegiata" il capostazione si adoperò perché partisse puntualmente trascurando però di aggiornarsi su eventuali dispacci telegrafici. All'orario previsto diede il via libera al treno viaggiatori ma, rientrato in ufficio, si accorse di un dispaccio telegrafico con cui il capostazione di Oleggio comunicava al capostazione di Novara l'invio, alle ore 22:19, di un treno merci che aveva ricevuto in stazione con un ritardo di 50 minuti sulla sua tabella di marcia. Resosi conto del disastro incipiente determinato dallo spostamento di incrocio nella sua stazione, essendo la linea a binario unico, cercò di far arrestare il treno viaggiatori al Bivio Vignale telegrafando in tutta fretta ma era ormai troppo tardi: il treno viaggiatori era transitato e, pochi istanti dopo, i due treni si scontrarono sul tratto tra Vignale e Bellinzago. 
Il capostazione intanto aveva subito diramato l'allarme generale e chiesto di approntare i soccorsi.
Il macchinista e il fuochista del merci viste a distanza le luci del treno che arrivava a tutta velocità frenarono a fondo il loro treno, chiamarono con i fischi regolamentari l'azione dei frenatori, poi si lanciarono a terra. Le due locomotive e il materiale rimorchiato si accatastarono in un groviglio di rottami. 
Accorsero presto le autorità, il Sindaco, il Procuratore del Re, i comandanti dei carabinieri e delle guardie di Pubblica sicurezza. Da Novara giunsero medici con personale sanitario e di soccorso e trasportarono i feriti all'ospedale di Novara.  La linea rimase interrotta per vari giorni.

## I treni coinvolti
- Treno diretto n. 23 (proveniente da Genova come treno direttissimo n. 10) Alessandria-Novara-Luino con prosecuzione verso Bellinzona (e coincidenze internazionali) con carrozze di 1ª e 2ª classe[2]trainato dalla locomotiva a vapore RM 2102 (ex SFAI 380) "Borea"[1].
- Treno merci trainato dalla locomotiva a vapore "Cagliari".

## Le vittime
Le vittime furono: il macchinista del treno Diani, lo studente Canessa, che viaggiava per studiare all'estero, e il capo macchinista Rossiche morì poco dopo. Rimasero ferite complessivamente 15 persone delle quali cinque gravemente. Il ricovero avvenne all'Ospedale di Novara.

## L'inchiesta
Non fu necessaria una lunga inchiesta perché il sotto-capostazione di Novara, Emilio Croff, si assunse la responsabilità dell'incidente e si consegnò, dopo essersi adoperato per mettere in moto la macchina dei soccorsi, a disposizione dell'autorità giudiziaria. 
Furono rinviati a giudizio per il disastro: il sotto-capostazione e gli impiegati di bassa forza della stazione di Novara, Paolo Simonetta e Giovanni Vachelli; il tribunale di Novara emise la sentenza il 3 aprile del 1891 assolvendo i due impiegati e condannando il capostazione, ritenuto unico responsabile per negligenza, a 10 mesi di reclusione e L 1 505 di multa. 
Le parti offese che si erano costituite parte civile contro la società ferroviaria esercente ebbero la sentenza che accordava loro il risarcimento. Contro la sentenza venne proposto, sia dai condannati che dalle parti che avevano ottenuto sentenza di risarcimento, ricorso in Appello. 
Il Croff venne infine licenziato dalla società ferroviaria.